# Trans Mediterranean Airways
Pour les articles homonymes, voir TMA.

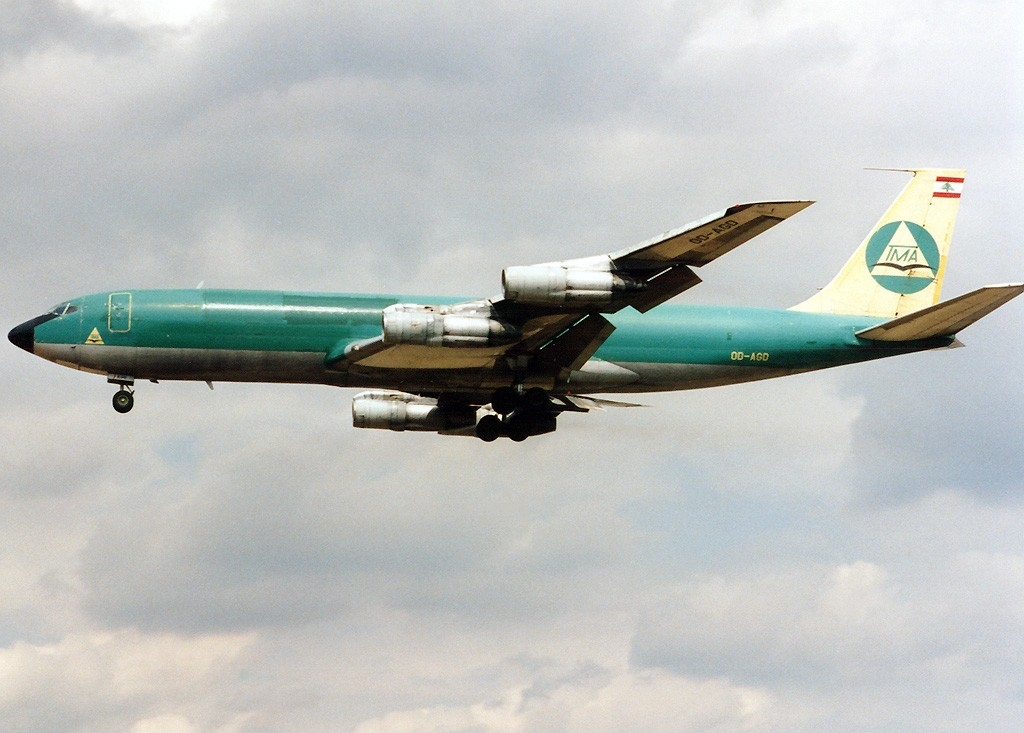
Boeing 707-323C de Trans Mediterranean Airways en 1994

TMA Trans Mediterranean Airways s.a.l. (code AITA : TL ; code OACI : TMA) était une compagnie aérienne libanaise de transport de fret.
Sa flotte se compose actuellement d'un seul appareil de type Airbus A300F4-605R, construit en 2006 et racheté à la défunte compagnie japonaise Galaxy Airlines. En décembre 2012, TMA opérait 3 B767-300 ER SF et un Airbus A300F4-605R.